# Xian de Nanfeng
Le xian de Nanfeng (南丰县 ; pinyin : Nánfēng Xiàn) est un district administratif de la province du Jiangxi en Chine. Il est placé sous la juridiction de la ville-préfecture de Fuzhou.

## Démographie
La population du district était de 263 908 habitants en 1999.